# Boško Gjurovski
Boško Gjurovski (sinh ngày 28 tháng 12 năm 1961) là một cầu thủ bóng đá người Macedonia.

## Đội tuyển bóng đá quốc gia Nam Tư, Macedonia
Boško Gjurovski thi đấu cho đội tuyển bóng đá quốc gia Nam Tư từ năm 1982-1989, Macedonia từ năm 1994-1995.

## Thống kê sự nghiệp
| Đội tuyển bóng đá Nam Tư | Đội tuyển bóng đá Nam Tư | Đội tuyển bóng đá Nam Tư |
| Năm                      | Trận                     | Bàn                      |
| ------------------------ | ------------------------ | ------------------------ |
| 1982                     | 1                        | 0                        |
| 1983                     | 0                        | 0                        |
| 1984                     | 1                        | 0                        |
| 1985                     | 0                        | 0                        |
| 1986                     | 0                        | 0                        |
| 1987                     | 0                        | 0                        |
| 1988                     | 0                        | 0                        |
| 1989                     | 2                        | 0                        |
| Tổng cộng                | 4                        | 0                        |

| Đội tuyển bóng đá Macedonia | Đội tuyển bóng đá Macedonia | Đội tuyển bóng đá Macedonia |
| Năm                         | Trận                        | Bàn                         |
| --------------------------- | --------------------------- | --------------------------- |
| 1994                        | 5                           | 3                           |
| 1995                        | 2                           | 0                           |
| Tổng cộng                   | 7                           | 3                           |